# شهرستان سمرقند
ناحیهٔ سمرقند (به ازبکی: Samarqand District) یک منطقهٔ مسکونی در ازبکستان است که در استان سمرقند واقع شده‌است.
امکان مذهبی
آرامگاه سید ابراهیم بن موسی کاظم